# Cupèdids
Els cupèdids (Cupedidae) són una petita família del subordre Archostemata, coneguts pels seus patrons quadrats semblants a finestres en les seves èlitres, els dona a aquesta família el nom d'escarabats reticulats.
La família conté en l'actualitat 31 espècies distribuïdes en 9 gèneres, amb una distribució mundial. Es coneixen 44 gèneres i 89 espècies fòssils, datades des del Triàsic de Mongòlia i Espanya.
Aquests coleòpters tenen el cos allargat i de costats paral·lels, de 5 a 25 mm, amb colors castany, negres, o grisos. Les larves s'alimenten de fusta, típicament viuen en fusta amb fongs, i de vegades es troben en fusta de construcció.
Els mascles de Priacma serrata (oest de Nord-amèrica) són notables per ser atrets pel lleixiu.